# غريغ مانكيو
نيكولاس غريغوري مانكيو (بالإنجليزية: Greg Mankiw) (ولد في 3 فبراير عام 1958) عالم أمريكي في مجال الاقتصاد الكلي، يشغل الآن كرسي أستاذية روبرت إم. بيرين للاقتصاد في جامعة هارفرد. يُعرف مانكيو في الأوساط الأكاديمية بعمله المتعلق بالنظرية الكنزية الجديدة في الاقتصاد.
كتب مانكيو بشكل موسع حول الاقتصاد والسياسية الاقتصادية. بحلول شهر أبريل من عام 2016، أُدرج في الترتيب العام لموقع أوراق بحثية في الاقتصاد وفقًا للإصدارات (الكتابات) الأكاديمية والإشارات المرجعية ومقاييس أخرى ذات الصلة، في المرتبة 23 كأكثر اقتصادي مؤثر في العالم، من بين نحو 50,000 مؤلف مُسجل. كان في المرتبة 11 كأكثر اقتصادي يجري ذكره (يُقتبس عنه) وتاسع أكثر اقتصادي ذو بحوث مثمرة حسب مؤشر إتش. بالإضافة إلى ذلك، مانكيو هو مؤلف عدة كتب مرجعية تُعد الأكثر مبيعًا، ويكتب في مدونة إلكترونية مشهورة ومنذ 2007 يكتب عمودًا، شهريًا تقريبًا، في قسم أعمال الأحد في نيويورك تايمز. وفقًا لمشروع المقرر (المنهاج الدراسي) المفتوح، يُعد مانكيو أكثر مؤلف يرد ذكره (يُشار إليه) في مقررات الجامعة الخاصة بدروس الاقتصاد.
يُعتبر مانكيو من المحافظين وكان مستشارًا اقتصاديًا لعدة سياسيين جمهوريين. كان مانكيو من عام 2003 إلى 2005، رئيس مجلس المستشارين الاقتصاديين في ظل إدارة الرئيس جورج دبليو. بوش. في عام 2006، أصبح مستشار اقتصادي لميت رومني، وعمل مع رومني خلال حملاته الرئاسية في عام 2008 و2012.

## نشأته وتعليمه
ولد مانكيو في مدينة ترينتون في ولاية نيوجرسي وهو من أصل أوكراني. نشأ في بلدة كرانفورد في نيوجرسي، حيث عمل في المجال السياسي في الحزب الجمهوري، وتخرج من مدرسة بينغري عام 1976. في عام 1975، درس علم الفلك في برنامج العلوم الصيفي. تخرج من جامعة برنستون عام 1980 بشهادة بكالوريوس في الاقتصاد. في برنستون، كان مانكيو زميلًا للاقتصادي ديفيد رومر، الذي أصبح لاحقًا مؤلفًا مشاركًا معه، وكانوا زملاء سكن مع الكاتب المسرحي ريتشارد غرينبيرغ.
بعد الجامعة، أمضى مانكيو سنةً يعمل فيها على شهادة الدكتوراه في معهد ماساتشوستس للتكنولوجيا وأمضى سنة أخرى يدرس في كلية هارفارد للحقوق. عمل كأخصائي اقتصادي في مجلس المستشارين الاقتصاديين من عام 1982-1983، ملمحًا إلى منصبه اللاحق كرئيس للمنظمة. بعد مغادرة المجلس، حاز على درجة الدكتوراه في الاقتصاد من معهد ماساتشوستس للتكنولوجيا عام 1984 تحت إشراف ستانلي فيشر. عاد إلى كلية هارفرد للحقوق لمدة سنة لكنه -بإكماله للدكتوراه وإدراكه أنه كان ذو قدرة أكبر في مجال الاقتصاد- غادرها من أجل التدريس في معهد ماساتشوستس لمدة سنة وأصبح بعدها أستاذ مساعد في الاقتصاد في جامعة هارفرد عام 1985. رُقي إلى أستاذ متفرغ عام 1987 في عمر 29.

## المؤلفات الأكاديمية
يُعد مانكيو -على نطاق واسع- من أتباع النظرية الكنزية الجديدة في الاقتصاد، لكن هناك على الأقل صحفي اقتصادي واحد يرفض هذا التصنيف البسيط. قام مانكيو بعمل مهم حول قائمة التكاليف، وهي أحد مباعث جمود الأجور (الجمود الاسمي). قارن بحثه «قائمة تكاليف صغيرة ودورة أعمال (دورة اقتصادية) كبيرة: نموذج اقتصاد كلي للاحتكار»، الذي نُشر في دورية الاقتصاد الفصلية عام 1985، بين دافع الشركة الخاص وراء تعديل الأسعار بعد هزة في الطلب الكلي الاسمي وانعكاسات الرعاية الاجتماعية لذلك القرار. خَلُص البحث إلى أن التوسع في الطلب الكلي يمكنه إما أن يزيد الرعاية أو يقللها، لكن، لا يكون انخفاض الرعاية أكبر من قائمة الكلف أبدًا. لكن الانكماش في الطلب الكلي يُقلل الرعاية، وربما بمقدار أكبر بكثير من قائمة الكلف. بعبارة أخرى، ومن وجهة نظر مُخطِط اجتماعي، يمكن أن تَثبُت الأسعار عاليًا جدًا، لكنها لا تنخفض بنفس درجة ارتفاعها أبدًا. كان هذا البحث حجر الأساس لعملٍ من قِبل أوليفييه بلانشارد ونوبوهيرو كيوتاكي حول المؤثرات الخارجية للطلب الكلي، ولعملٍ من قِبل لورنس بول وديفيد رومر حول التفاعل بين الجمود الاسمي والفعلي (الحقيقي).
في عام 2002، اقترح مانكيو وريكاردو ريس بديلًا لمنحني فيليبس الخاص بالنظرية الكنزية الجديدة والمُستخدم على نطاق واسع، اعتمادًا على الانتشار البطيء للمعلومات في مجتمع واضعي (مُحددي) الأسعار. يُظهر نموذج المعلومات الملصقة خاصتهم ثلاث خصائص مترابطة ومتسقة أكثر مع وجهات نظر مقبولة (معتمدة) حول تأثيرات السياسة النقدية. أولًا، انخفاضات معدّل التضخم انكماشيّة دائمًا (على الرغم من أن انخفاض التضخم المعلن أقل انكماشًا من المُباغت). ثانيًا، يحدث أكبر تأثير لهزات السياسة النقدية على التضخم بشكل متأخر جدًا. ثالثًا، يرتبط التغير في التضخم بشكل إيجابي مع مستوى النشاط الاقتصادي.
حللت مقالة في ذات السياق عام 2003 شارك في كتابتها كل من مانكيو وريس وجاستن ولفير، بياناتٍ حول توقعات التضخم، وثّقوا فيها تباينًا كبيرًا عند المستهلكين والاقتصاديين المختصين حول التضخم المستقبلي المتوقع. ظهر أن هذا التباين يختلف بمرور الوقت، حسب التضخم والقيمة المطلقة للتغير في التضخم وتقلب السعر النسبي. يرى البحث أنه يجب على نموذج مقبول من ديناميكيات الاقتصاد أن يعالج هكذا لحظات من دورات الاقتصاد. يمكن ملاحظة أن أغلب نماذج الاقتصاد الكلي لا تولّد عدم توافق، إذ تُظهر هذه النماذج أن نموذج المعلومات الملصقة يطابق عمومًا العديد من هذه الحقائق. تبدو قدرة النموذج على التنبؤ بأخبار الاقتصاد الكلي قليلة الحساسية وغير منطقية من خلال ما نلاحظه من مفارقات في التوقعات المنطقية والتي تشمل الانحراف عن التنبؤات ذاتية التصحيح.
كتب مانكيو أيضًا عدة أوراق بحثية حول التحليل التجريبي لسلوك المستهلك، مُشددًا في أغلب الأحيان على دور عدم التجانس. وجدت مقالة، شارك بكتابتها مع جون كامبل عام 1989، أنه يمكن تمييز بيانات الاستهلاك الكلي على أفضل وجه بواسطة نموذج يتبع فيه نحو نصف المستهلكين لنظرية الدخل الدائم بينما يستهلك النصف الثاني أجرهم كامل (يُدعى أحيانًا سلوك من اليد إلى الفم). وجدت مقالة، شارك في كتابتها مع ستيفن زيلدس عام 1991، أن استهلاك أصحاب الأسهم قد أظهر بعض الاختلافات المترابطة أكثر مع سوق الأسهم من استهلاك غير حاملي الأسهم، مُقدمًا شرحًا محتملًا للغز علاوة الأسهم.
أكثر ورقة بحثية يُشار إليها لمانكيو هي «إسهام في تجريبيات النمو الاقتصادي»، شارك بتأليفها مع ديفيد رومر وديفيد ويل ونُشرت في دورية الاقتصاد الفصلية عام 1992. يناقش البحث بأن نموذج سولو للنمو-حالما توسع ليشمل دور رأس المال البشري- يقوم بعمل جيد نسبيًا من ناحية تفسير الفروقات العالمية في معايير العيش. وفقًا لغوغل سكولار (محرك البحث العلمي الخاص بغوغل)، زار الناس بحثه أكثر من 15,000 مرة، ما يجعله واحدًا من أكثر المقالات زيارة في مجال الاقتصاديات.
بالإضافة إلى عمله في الاقتصاد الكلي، كتب مانكيو أيضًا عدة أوراق بحثية بارزة أخرى. في عام 1989، شارك بتأليف ورقة بحثية مع ديفيد ويل يختبر فيها المُحدِّدات (المقومات) الديموغرافية المتعلقة بالطلب على الإسكان متوقعًا أن تقدُّم جيل طفرة المواليد في العمر سيُضعف سوق الإسكان في تسعينيات القرن العشرين وبدايات القرن الواحد والعشرين. في عام 1986، شارك في كتابة ورقة بحثية مع مايكل وينستون حول نظرية الاقتصاد الجزئي مُظهرًا أن -تحت منافسة قاصرة- الدخول في السوق يميل لأن يكون مفرطًا من ناحية صناعة البضائع المتجانسة لأن الداخلين الجدد في السوق لا يأخذون بالحسبان المؤثر الخارجي لحالة سلب الأعمال التي يفرضونها على منافسيهم؛ حين تكون البضائع متنوعة (غير متجانسة)، فمن غير الواضح إن كان الدخول الحر يُنتج الكثير أو القليل من الشركات بسبب حالة التوازن في المؤثرات الخارجية لتنوع المنتجات وسلب الأعمال.

## وصلات خارجية
- Greg Mankiw's blog
- Mankiw's page at Harvard University

| المناصب السياسية | المناصب السياسية                           | المناصب السياسية     |
| ---------------- | ------------------------------------------ | -------------------- |
| سبقه جلين هوبارد | رئيس مجلس المستشارون الاقتصاديون 2003–2005 | تبعه هارفي إس. روزين |